# Droit ougandais
Le droit ougandais est le droit appliqué en Ouganda depuis l'indépendance du Royaume-Uni le 9 octobre 1962.

## Sources du droit

### Constitution
La constitution a été adoptée le 8 octobre 1995 par l’Assemblée constituante chargée de débattre du projet de constitution proposé en mai 1993. Elle est la loi suprême de l’Ouganda. et toute loi et coutume en conflit avec elle doivent être considérée comme nulle dans la mesure de leur inconstitutionnalité.

### Droit international
Selon l’article 123(2), le Parlement doit ratifier les traités par l’adoption d'une loi avant leur entrée en vigueur. L’Ouganda reconnaît l’autorité de la Cour internationale de justice, avec des réserves. 

### Législation
Le pouvoir législatif est conféré au Parlement par l’article 91(1) de la Constitution.
Selon l’article 247(1) de la Constitution dispose que les lois appliquées avant l’entrée en vigueur de la Constitution continue d'être appliquée et doivent être modifiée, abrogée et remplacée conformément à celle-ci.

### Common lawet doctrines de l’équité
Étant donné que l’Ouganda était une colonie britannique, le système légal est basé depuis 1995 sur la common law anglaise et subsidiairement sur le droit coutumier africain. La common law et les doctrines de l’équité sont applicables par le Judicature Act. 

### Droit coutumier
Le droit coutumier n’est appliqué que lorsqu'il n’est pas contraire aux lois et statuts.

## Organisation juridictionnelle

### Ordre de droit commun

#### Juridiction du premier degré

##### Cours des magistrats
Ces cours, au nombre de 26, peuvent prendre connaissance des affaires civiles et pénale. Elles peuvent prendre connaissance des affaires impliquant moins de cinquante millions de shillings ougandais.
Leur décision peuvent être revue par la Haute Cour.

##### Tribunaux spécialisés
Les tribunaux spécialisés font partie de la structure judiciaire : la Cour de l'industrie, le Tribunal des appels de l’impôt, le Tribunal NPART, le tribunal foncer, et le tribunal des droits de l’homme.

#### Haute Cour
La Haute Cour de l’Ouganda est la troisième Cour dans l’ordre hiérarchie et a une juridiction illimitée et peut prendre connaissance des affaires prévues par la Constitution ou par la loi.
Elle compte sept sections : la division civile, la division commerciale, la division familiale, la division foncière, la division pénale, la division anti-corruption et la division des crimes de guerre.

#### Cour d'appel
La Cour d'appel est une juridiction établie par l'article 134 de la Constitution. Elle sert d'intermédiaire entre la Cour suprême et la Haute Cour, dont elle est une juridiction d'appel. Ce n’est pas une juridiction de première instance et n’a donc pas de juridiction originale, à l'exception des cas où elle siège comme Cour constitutionnelle.
L'article 137 dispose que la Cour constitutionnelle interprète les questions liées à la Constitution.

#### Cour suprême
Il s'agit de la plus haute juridiction de l'Ouganda. Elle ne peut prendre connaissance que des pourvois formés contre les décisions des cours inférieures. Ses décisions sont contraignantes sur les juridictions inférieures.

### Tribunaux militaires
La hiérarchie des juridictions militaires diffère de celle des juridictions de droit commun. Elle est établie par le NRA Act et le règlement correspondant. Le seul lien entre l'ordre juridictionnel de droit commun est lorsqu'un pourvoi est formé après une condamnation à la peine de mort ou à la prison à vie par la Cour martiale d'appel devant la Cour suprême.

## Sources

## Compléments